# Cirey-sur-Vezouze
Pour les articles homonymes, voir Cirey (homonymie) et Vezouze (homonymie).
Cirey-sur-Vezouze est une commune française située dans le département de Meurthe-et-Moselle en région Grand Est. Ses habitants ont la particularité de s'appeler les Loups[réf. souhaitée].

## Géographie

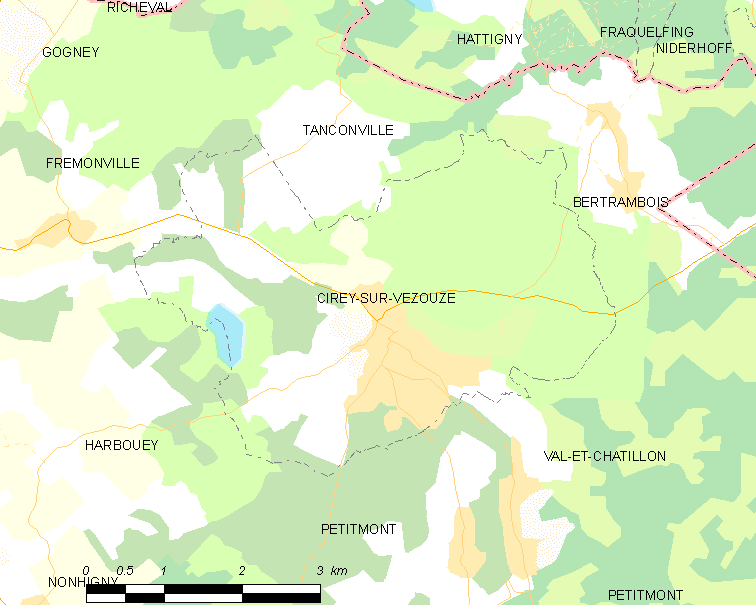
Carte de la commune.

Cirey-sur-Vezouze se trouve sur le côté lorrain à l'ouest des pentes du Donon. La ville est traversée par le Val et le Châtillon qui, en se rejoignant sous la salle des fêtes, forment la Vezouze. Les villages alentour sont Frémonville, Tanconville, Bertrambois, Val-et-Châtillon, Petitmont, Parux, Harbouey (Meurthe-et-Moselle) et Lafrimbolle (Moselle). Le territoire communal comporte au Nord-Est le hameau de Haute-Seille qui fut, avant la Révolution, une importante abbaye.
| Frémonville | Tanconville       |                  |
|             | Cirey-sur-Vezouze | Bertrambois      |
| Harbouey    | Petitmont         | Val-et-Châtillon |

### Hydrographie
La commune est dans le bassin versant du Rhin au sein du bassin Rhin-Meuse. Elle est drainée par la Vezouze, le ruisseau de Chatillon, le ruisseau de l'Étang Gresson, le ruisseau des Étangs Georgel et l'Herbas,.
La Vezouze, d'une longueur de 75 km, prend sa source dans la commune de Saint-Sauveur et se jette  dans la Meurthe à Rehainviller, après avoir traversé 24 communes. 
Le ruisseau de Châtillon, d'une longueur de 14 km, prend sa source dans la commune de Grandfontaine et se jette  dans la Vezouze sur la commune, après avoir traversé cinq communes. 

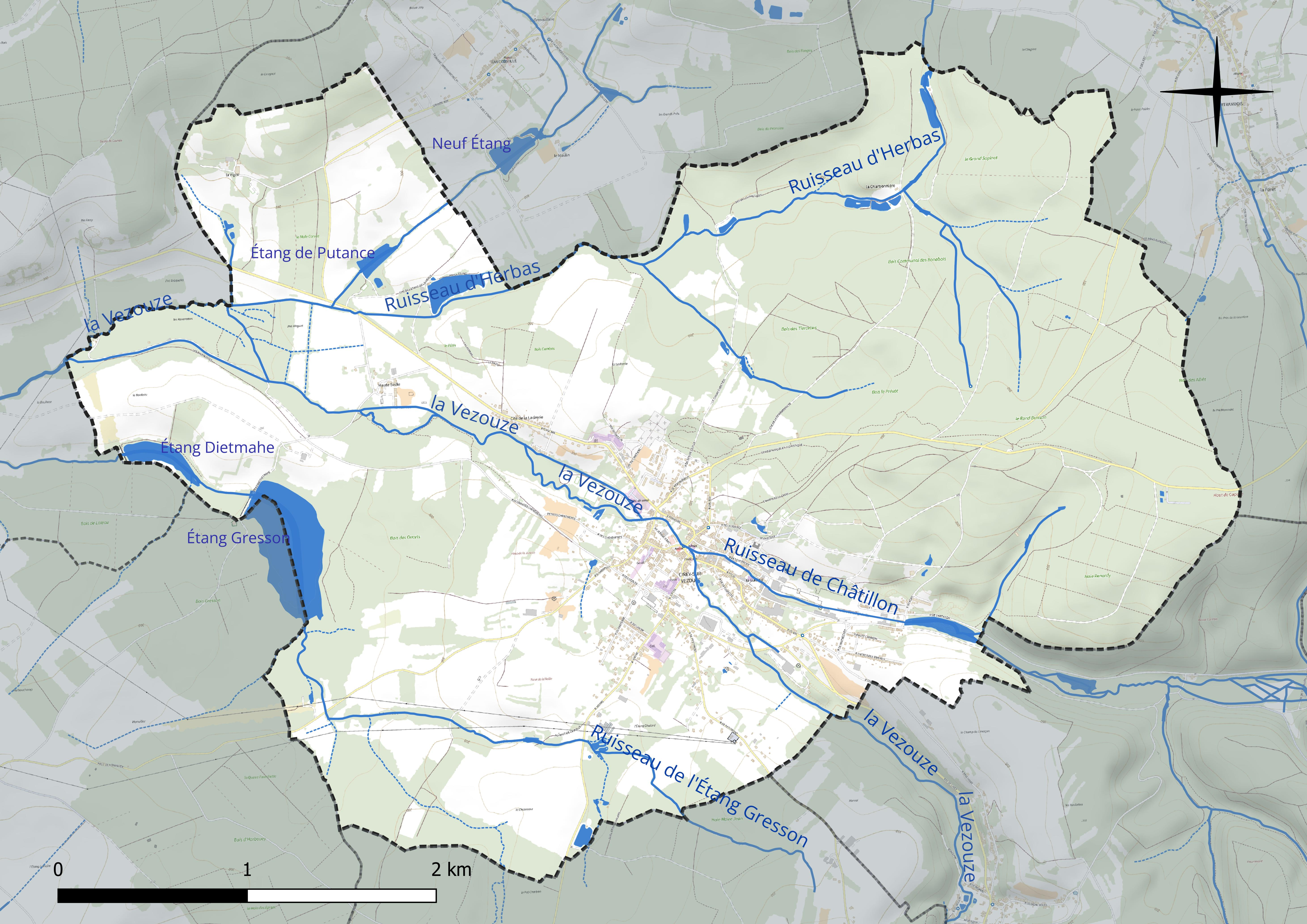
Réseau hydrographique de Cirey-sur-Vezouze.

Quatre plans d'eau complètent le réseau hydrographique : l'étang de la Vierge (3 ha), l'étang de Putance (1,6 ha), l'étang Dietmahe (3,5 ha) et l'étang Gresson, d'une superficie totale de 19,7 ha (11,6 ha sur la commune),.

### Climat
Pour des articles plus généraux, voir Climat du Grand Est et Climat de Meurthe-et-Moselle.
En 2010, le climat de la commune est de type climat des marges montargnardes, selon une étude du Centre national de la recherche scientifique s'appuyant sur une série de données couvrant la période 1971-2000. En 2020, Météo-France publie une typologie des climats de la France métropolitaine dans laquelle la commune est exposée à un climat semi-continental et est dans la région climatique  Vosges, caractérisée par une pluviométrie très élevée (1 500 à 2 000 mm/an) en toutes saisons et un hiver rude (moins de 1 °C). 
Pour la période 1971-2000, la température annuelle moyenne est de 9,5 °C, avec une amplitude thermique annuelle de 16,7 °C. Le cumul annuel moyen de précipitations est de 969 mm, avec 12,9 jours de précipitations en janvier et 10,2 jours en juillet. Pour la période 1991-2020, la température moyenne annuelle observée sur la station météorologique de Météo-France la plus proche, « Turquestein-blancrupt_sapc », sur la commune de Saint-Quirin à 9 km à vol d'oiseau, est de 10,2 °C et le cumul annuel moyen de précipitations est de 1 091,5 mm. 
La température maximale relevée sur cette station est de 38,3 °C, atteinte le 7 août 2015 ; la température minimale est de −18,4 °C, atteinte le 12 février 2012,,. 
Les paramètres climatiques de la commune ont été estimés pour le milieu du siècle (2041-2070) selon différents scénarios d'émission de gaz à effet de serre à partir des nouvelles projections climatiques de référence DRIAS-2020. Ils sont consultables sur un site dédié publié par Météo-France en novembre 2022.

## Urbanisme

### Typologie
Au 1er janvier 2024, Cirey-sur-Vezouze est catégorisée bourg rural, selon la nouvelle grille communale de densité à sept niveaux définie par l'Insee en 2022.
Elle est située hors unité urbaine et hors attraction des villes,.

### Occupation des sols
L'occupation des sols de la commune, telle qu'elle ressort de la base de données européenne d’occupation biophysique des sols Corine Land Cover (CLC), est marquée par l'importance des forêts et milieux semi-naturels (58,3 % en 2018), en augmentation par rapport à 1990 (56,8 %). La répartition détaillée en 2018 est la suivante : forêts (58,3 %), prairies (19,4 %), zones agricoles hétérogènes (8 %), zones urbanisées (7,9 %), terres arables (3,8 %), cultures permanentes (1,7 %), eaux continentales (1 %). L'évolution de l’occupation des sols de la commune et de ses infrastructures peut être observée sur les différentes représentations cartographiques du territoire : la carte de Cassini (XVIIIe siècle), la carte d'état-major (1820-1866) et les cartes ou photos aériennes de l'IGN pour la période actuelle (1950 à aujourd'hui).

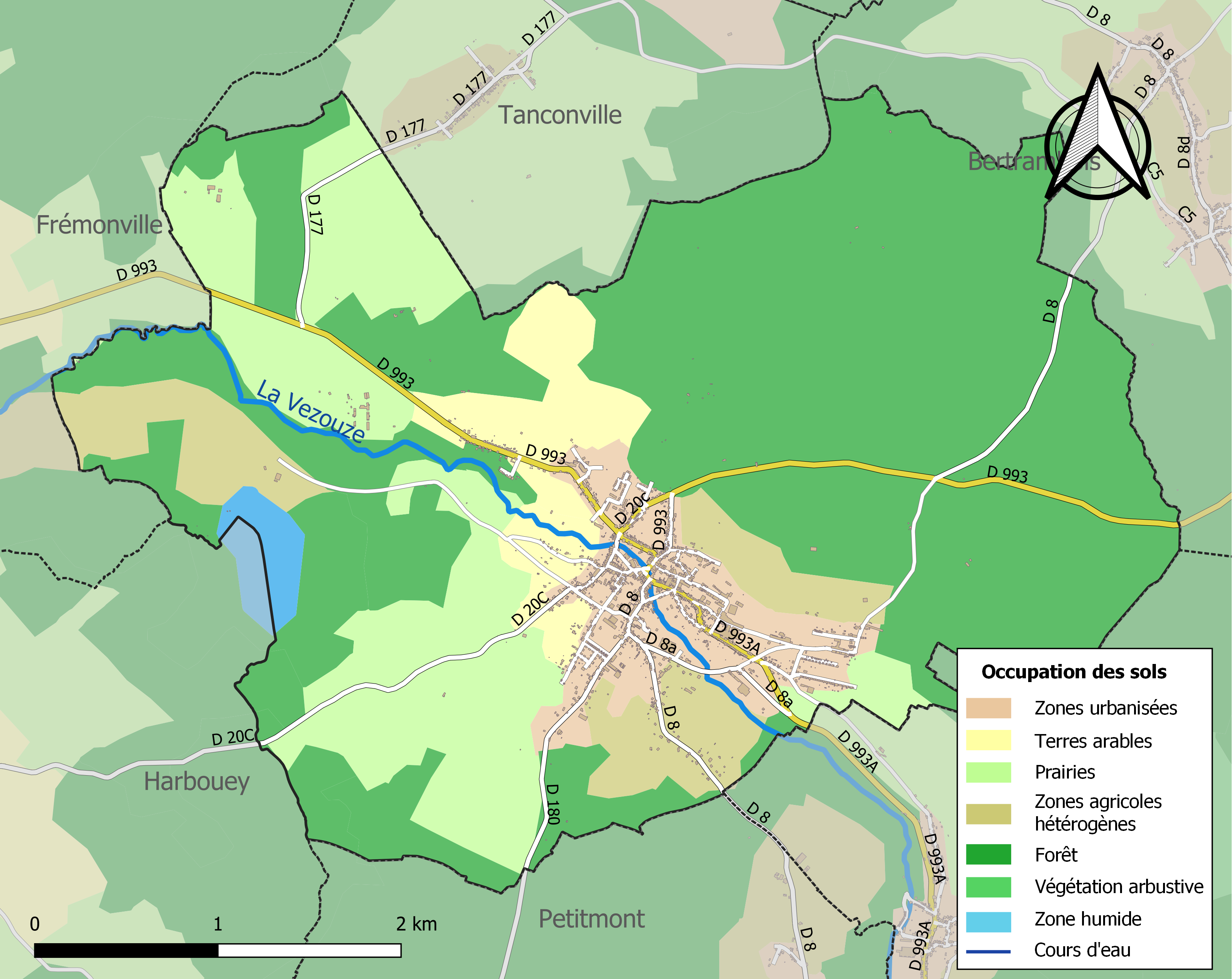
Carte des infrastructures et de l'occupation des sols de la commune en 2018 (CLC).

## Toponymie
Le nom de la localité est attesté sous les formes Sires (1155) ; Syrey (1174) ; Sylva versus Cireis (1184) ; Sireys (1186) ; Ecclesia de Cirey (1245) ; Cireis (1352) ; Syretingen (1363) ; Siré (1590) ; Sirey ou Cirey (1719) ; Cirey (1801) ; Cirey-les-Forges ; Cirey-sur-Vezouze (1961). 
Pour l'anecdote, Dom Calmet écrit que Cirey viendrait du mot cire (cera) à cause de la cire que l'on produisait ici. Cette affirmation est démentie par les travaux des linguistes du XXe siècle.
La Vezouze est une rivière qui coule dans le département de Meurthe-et-Moselle, en région Grand Est. 
Le hameau de Haute-Seille est attesté sous les formes Hatesalle (1273 ) ; Hautesalve (1282) ; Haultesalle (1433) ; Haultselle (1591) ; Haultseille (1592). En allemand Hochforst « haute forêt ».

## Histoire
Alors que Bertholde était évêque de Toul vers l'an 1010, l'abbé de Saint-Sauveur avait le privilège de nommer les marguilliers de plusieurs communautés environnantes, dont celle de Cirey.  
Henri, comte de Salm, attribua à l'évêché de Metz, ou plus précisément à la principauté épiscopale de Metz, l'abbaye de Haute-Seille et le village de Cirey en 1184. À cette époque, les communautés de Barbas, Barbezieux, Herboye, Blemerey  et Cirey formaient une sorte de district sous la juridiction des abbés de Domêvre. Sur le plan religieux, Cirey était rattaché au diocèse de Toul et au doyenné de Salm tout en appartenant, au temporel, à l'évêché de Metz. Cette double tutelle épiscopale n'était pas rare.  
Philippe-Othon de Salm abjura le luthéranisme en 1591 et expulsa de sa principauté tous les luthériens. À la suite de cette manœuvre, le comté et la principauté de Salm purent réintégrer le diocèse de Toul. Il fut alors créé le doyenné de Salm dont Cirey faisait partie.  
Henri Lepage note une curieuse coutume locale hérité de l'abbaye de Haute-Seille. Elle consistait à porter un balai neuf avec lequel on frottait la tête de la statue de Saint-Bernard et on lui offrait des pommes de terre en guise de présents. La cérémonie se faisait en reculant.   
Une délibération de la communauté de Cirey en date du 2 juillet 1731 accorde la jouissance d'un tiers des bois communaux au marquis Du Châtelet, seigneur de Cirey. Un arrêt du conseil d'État du 22 juin 1762 condamne le marquis Du Châtelet à restituer les bois communaux.   
Deux arrêts de 1760 et 1769 autorisent la création des forges et fonderies de Cirey. Ces industries cessèrent leur fonctionnement en l'an VIII (1800). L'année suivante, monsieur Malherbe  installa en lieux et place une verrerie en glaces, miroirs et verres en table. Le 10 brumaire an XIV, un décret impérial confirme définitivement la transformation des forges et fonderie en un verrerie à trois fours. En 1845, Henri Lepage écrit que cette verrerie est l'un des plus beaux et des plus riches établissements d'Europe. Il emploie près de 1000 personnes.   
Cirey-sur-Vezouze était un lieu faïencier créé en 1798 par Joseph Pacotte. Il vendit l'entreprise en 1807. Elle connu alors une période de faible activité jusqu'en 1816, date de rachat de l'entreprise par les fils du fondateur. Sous leur impulsion, l'usine se développa considérablement jusqu'en 1827 et connu une période de récession jusqu'en 1833. La production s'est totalement arrêtée en 1850.    
La Caisse d'Épargne de Cirey est créée officiellement le 1er janvier 1872,.  
Pendant la période 1871-1914, il y avait une brigade des douanes à Cirey.  
L'association société d'éducation physique et de préparation militaire est déclarée à la sous-préfecture de Lunéville le 21 janvier 1921.  
Le 3 février 1922 parait au journal officiel la décision d'octroi à la commune de Cirey de la citation à l'ordre de l'armée.  
Le 27 novembre 1931 parait un décret ministériel autorisant la création d'un hôpital à Cirey-sur-Vezouze. 
Le 7 août 1937, le président de la République Albert Lebrun fait escale à Cirey où il est l'hôte du maire Monsieur Mazerand.

### Première Guerre mondiale
L'armée allemande traverse la frontière et s'approche du territoire de Cirey le 2 août 1914 alors que la guerre n'est pas officiellement déclarée,. L'occupant resta dans la ville pendant toute la durée de ce conflit. Environ 400 habitants furent expulsés. Le maire fut arrêté et déporté.

### Seconde Guerre mondiale
En 1944, durant la Seconde Guerre mondiale, la ville est traversée par le Schutzwall West.

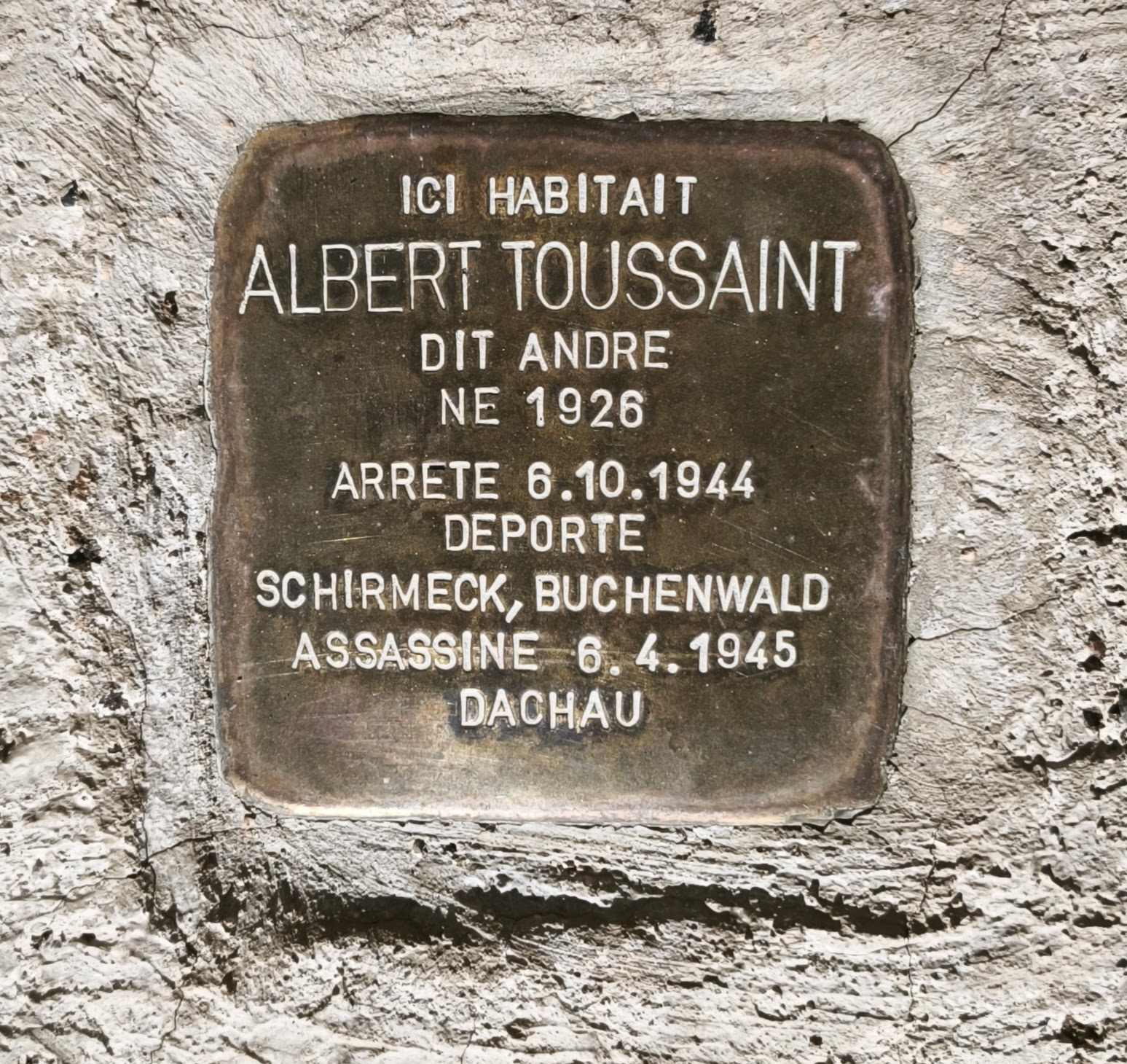
Stolpersteine pour Albert Toussaint, installé au pied de l'école primaire de Cirey-sur-Vezouze le 13 avril 2024.

La « stèle des fusillés » dans la forêt Maîtrechet indique le lieu où ont été fusillés quatre résistants FFI de la guerre 1939-1945 par la Gestapo le 14 octobre 1944. Charles Thomas, Jean Coupaye, Roger Roger et Édouard Morquin ont été exécutés à la suite d'une dénonciation. Charles Thomas est arrêté par la milice française le dimanche 1er octobre 1944 à son domicile situé à Val-et-Châtillon, livré à la Gestapo qui se trouve à la kommandantur localisée au château de Cirey-sur-Vezouze. Il y est torturé mais ne dénoncera et ne parlera jamais. Quant à Jean Coupaye, il est arrêté 9 jours plus tard à Blâmont. Il est lui aussi transféré à la kommandantur de Cirey-sur-Vezouze occupée par la Gestapo. Il y est lui aussi torturé. Quant à Roger Roger et Édouard Morquin aucune information n'a été trouvée.
Le 13 avril 2024, un Stolpersteine est inauguré à Cirey-sur-Vezouze à la mémoire du résistant Albert  Toussaint dit André Toussaint. Arrêté à Cirey-sur-Vezouze, il a été déporté le 6 octobre 1944 à Schirmeck puis Buchenwald et fusillé à Dachau le 6 avril 1945 à l'âge de 18 ans.

### À propos de Voltaire
On sait que Voltaire s’exila au château de Cirey-sur-Blaise de 1734 à 1749 et cette commune n'a pas de rapport avec Cirey-sur-Vezouze. Cependant, l'illustre philosophe a bien séjourné quelque temps à Cirey-sur-Vezouze, si l'on en croit les notes de Nicolas Pacatte, receveur de la baronnie de Cirey. Henri Lepage révèle d'autres informations. La marquise du Châtelet possédait le château de Cirey-sur-Vezouze. Plusieurs écrivains dont Voltaire et madame de Sévigné y séjournèrent en 1737 et 1738.   

### Histoire du gentilé
« Les loups » est l'un des sobriquets devenu, non officiellement,  le gentilé des habitants de Cirey-sur-Vezouze. Bien qu'il ne soit pas original puisque de nombreuses communes de Lorraine romane le partagent, il intrigue quelque peu. Plusieurs hypothèses existent pour expliquer cette appellation mais il est difficile d'en connaître l'origine exacte. Ces surnoms remontant à plusieurs générations, il est généralement admis de donner aux sobriquets issus de noms d'animaux, le même sens que Jean De La Fontaine donnait aux héros de ses fables. Comme se plaît à le rappeler Jean Vartier dans son ouvrage sur les sobriquets lorrains, ils avaient pour but principal d'ensotter, de rendre sot, de se moquer, des habitants d'une commune. Néanmoins, les habitants de Cirey évoquent les possibilités suivantes : 
1. Les charbonniers et les forêts : au Moyen Âge, la région était couverte de vastes forêts abritant des loups. Les charbonniers, qui vivaient dans des huttes au cœur de ces bois, avaient le visage noirci par leur travail et un caractère réputé peu sociable. Leur apparence et leur mode de vie auraient pu évoquer les loups, associant ainsi ce surnom aux habitants de Cirey.
2. Le caractère des habitants : une autre version met en avant le tempérament des habitants de Cirey, décrit comme courageux et ombrageux. Ce trait, particulièrement manifeste lors des deux guerres mondiales où ils ont résisté à l’occupant, pourrait refléter l’image du loup, animal à la fois indépendant et attaché à son territoire.
3. La fontaine du Loup : une anecdote locale raconte qu’en 1931, un loup serait venu s’abreuver à une fontaine du village (initialement appelée « Fontaine de la Paix ») avant d’être abattu. Cet événement aurait inspiré le changement de nom de la fontaine en « Fontaine du Loup », symbole aujourd’hui emblématique du gentilé.
4. L’histoire des chèvres volées : une dernière explication relate une querelle ancienne avec les habitants de Val-et-Châtillon, commune voisine. Des chèvres ayant disparu, les habitants de Cirey furent accusés de vol. Ils se seraient défendus en imputant la faute aux loups rôdant dans les environs, ce qui aurait donné naissance à leur surnom par moquerie ou revendication.

### Historique des premières associations
Le 7 décembre 1933, l'Association catholique des chefs de familles du canton de Cirey-sur-Vezouze dépose officiellement ses statuts. Son objet est l'éducation. Son siège social est à Cirey. 
Le journal officiel du 1er juillet 1936 publie la déclaration de création de l'association Football club Cirey-Val. 
Le 5 décembre 1947, l'association Le village en bois dépose ses statuts à la préfécture de Nancy. Son objet est de favoriser le jeu de boules.  
Le 6 mars 1951, les statuts du Club des amis et supporters du football association de Cirey sont déposés à la sous-préfecture de Lunéville.

## Politique et administration
| Période                                  | Période          | Identité                      | Étiquette | Qualité |
| ---------------------------------------- | ---------------- | ----------------------------- | --------- | --- |
| Les données manquantes sont à compléter. |                  |                               |           | |
|                                          |                  | Joseph Pacotte                |           | |
| 1808                                     | 1813             | Benjamin Malherbe             |           | |
| avant mai 1845                           |                  | Charteux                      |           | |
| avant juillet 1867                       | août 1885        | Jean-Joseph Ména              |           | Notaire |
| août 1885                                | 18 avril 1892    | Félix Boulanger               |           | Décédé en cours de mandat |
| mai 1892                                 | 11 mai 1899      | Augustin Petitjean            |           | Décédé en cours de mandat |
| 1899                                     |                  | Jean-Baptiste Mazerand        |           | |
|                                          | 29 novembre 1914 | Georges du Bouëxic de Guichen |           | Conseiller d'arrondissement (1904-1919) Fait prisonnier par l'occupant et interné en Saxe |
|                                          | 15 janvier 1917  | Jean-Baptiste Mazerand        |           | « Maire de guerre » Décédé en cours de mandat Officier de la Légion d'honneur (décret du 21 mars 1921) à titre posthume Industriel et négociant |
| 1917                                     |                  | Georges du Bouëxic de Guichen |           | Conseiller d'arrondissement (1904-1919) |
| 1921                                     | 1925             |                               |           | |
| Mai 1925                                 | juin 1942        | Georges Mazerand              | AD Rad.   | Fils du précédent ; député (1919-1940) Conseiller général du canton de Cirey-sur-Vezouze (1919-1939) Relevé de ses fonctions de maire pour « mauvaise gestion des affaires communales ». C'était l'un des motifs utilisés par le gouvernement de Vichy pour révoquer les maires jugés hostiles ou insuffisamment zélés. |
|                                          |                  |                               |           | |
| 1946                                     | 1958             | Georges Mazerand              | AD        | Conseiller général du canton de Cirey-sur-Vezouze (1945-1958) |
| 1958                                     | 1989             | Guy-René de Talhouët          |           | |
| mars 1989                                | mai 1991         | Gilbert Gom                   |           | Décédé en cours de mandat. |
| juin 1991                                | mars 2008        | Jean-Marie Hostert            | UDF       | Conseiller général du canton de Cirey-sur-Vezouze (1994-2001) |
| mars 2008                                | mai 2020         | René Acrement                 |           | Retraité salarié du secteur privé |
| mai 2020                                 | 2021             | Pascal Plumet                 |           | Cadre administratif et commercial d'entreprise |
| décembre 2021                            | En cours         | Jean-Claude Bazin             |           | Retraité |

## Population et société

### Démographie
L'évolution du nombre d'habitants est connue à travers les recensements de la population effectués dans la commune depuis 1793. Pour les communes de moins de 10 000 habitants, une enquête de recensement portant sur toute la population est réalisée tous les cinq ans, les populations de référence des années intermédiaires étant quant à elles estimées par interpolation ou extrapolation. Pour la commune, le premier recensement exhaustif entrant dans le cadre du nouveau dispositif a été réalisé en 2004.

En 2022, la commune comptait 1 579 habitants, en évolution de −4,94 % par rapport à 2016 (Meurthe-et-Moselle : −0,13 %, France hors Mayotte : +2,11 %).
| 1793 | 1800  | 1806  | 1821  | 1831  | 1836  | 1841  | 1846  | 1851  |
| ---- | ----- | ----- | ----- | ----- | ----- | ----- | ----- | ----- |
| 713  | 1 021 | 1 261 | 1 581 | 1 836 | 2 031 | 2 332 | 2 451 | 2 321 |

| 1856  | 1861  | 1872  | 1876  | 1881  | 1886  | 1891  | 1896  | 1901  |
| ----- | ----- | ----- | ----- | ----- | ----- | ----- | ----- | ----- |
| 2 377 | 2 194 | 2 347 | 2 435 | 2 310 | 2 334 | 2 268 | 2 315 | 2 332 |

| 1906  | 1911  | 1921  | 1926  | 1931  | 1936  | 1946  | 1954  | 1962  |
| ----- | ----- | ----- | ----- | ----- | ----- | ----- | ----- | ----- |
| 2 462 | 2 659 | 2 426 | 2 730 | 2 922 | 2 656 | 2 287 | 2 560 | 2 500 |

| 1968  | 1975  | 1982  | 1990  | 1999  | 2004  | 2006  | 2009  | 2014  |
| ----- | ----- | ----- | ----- | ----- | ----- | ----- | ----- | ----- |
| 2 375 | 2 279 | 2 049 | 1 989 | 1 794 | 1 798 | 1 799 | 1 741 | 1 690 |

| 2019  | 2022  | - | - | - | - | - | - | - |
| ----- | ----- | - | - | - | - | - | - | - |
| 1 610 | 1 579 | - | - | - | - | - | - | - |

### Enseignement
- Groupe scolaire Georges-Mazerand (école maternelle et école élémentaire)[60]
- Collège de la Haute-Vezouze[60]

### Santé
L'hôpital Auguste-Bauquel (ancien directeur de la manufacture de glaces) est construit en 1934, aujourd'hui « hôpital local intercommunal 3H Santé ». Dans le hall est exposé un ancien autoclave à vapeur de 1935.

### Sports
- Le parcours de santé a été remis en état en juin 2009 ; il avait été endommagé par la tempête en 1999.
- Un city stade a été mis en place au terrain de football, ainsi qu'une aire de jeux pour les plus petits sur la route du val.

La commune compte plusieurs clubs de sport :
- Judo club créé en 1966 ;
- Club de tennis mis en place en 2006-2007 ;
- École de football ouverte en 2009 ;
- Club de savate et boxe française ouvert en 2012 ;
- Club de pétanque ;
- Club de VTT.

## Culture locale et patrimoine

### Lieux et monuments

#### Édifices civils

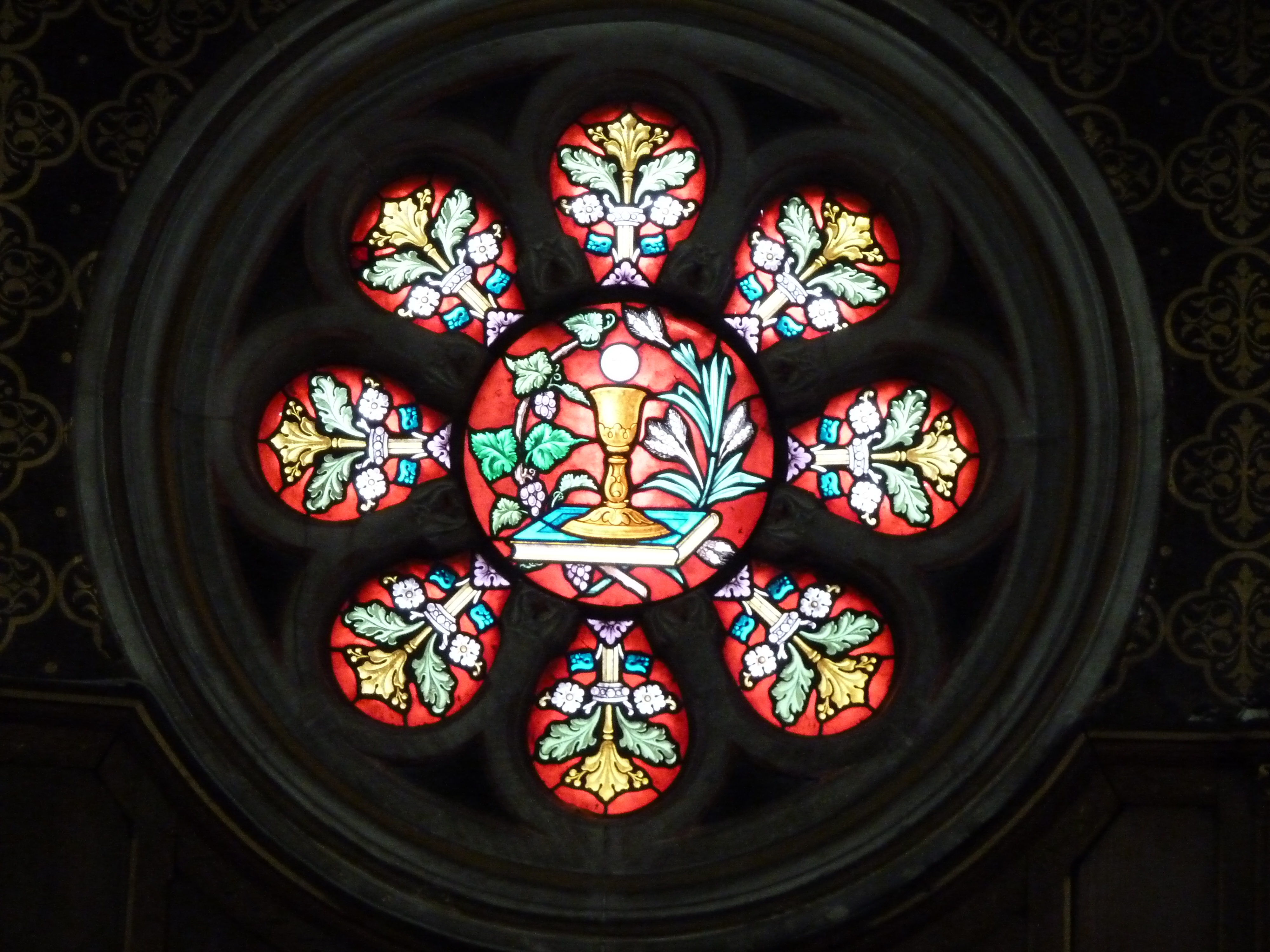
Maison de retraite : vitrail de la chapelle.

- Le site de l'ancienne « glacerie », fabrique de miroirs autrefois réputés, et sa maison de maître XIXe siècle ;

- Le « vieux château », a été construit au XVIIIe siècle pour le marquis du Châtelet, cousin de la divine Émilie de Voltaire, épouse du marquis du Châtelet née de Fleming. Le château fut construit vers 1737-38, l'architecte en est Augustin Piroux, architecte de la synagogue de Lunéville, sur laquelle d'ailleurs on retrouve des éléments architecturaux communs.

Il ne faut pas confondre le vieux château qui se situe ruelle de Prémont (façade XVIIIe sur jardin avec armoiries des « du Châtelet » et Marmier accolées), avec le château dominant le village et situé au-dessus de l'ancienne glacerie construit pour Chevandier de Valdrome au milieu du XIXe, par l'architecte Bernard Chaux dans un style néoclassique, tout comme l'hôtel de ville et l'église, ainsi que le château dit de l'Administration qui abritait les bureaux de direction de la glacerie.
- La fontaine du Loup, emblème des habitants de Cirey est un monument sur lequel figure un poème gravé évoquant leur surnom et gentilé : Les Loups.

Le poème gravé :

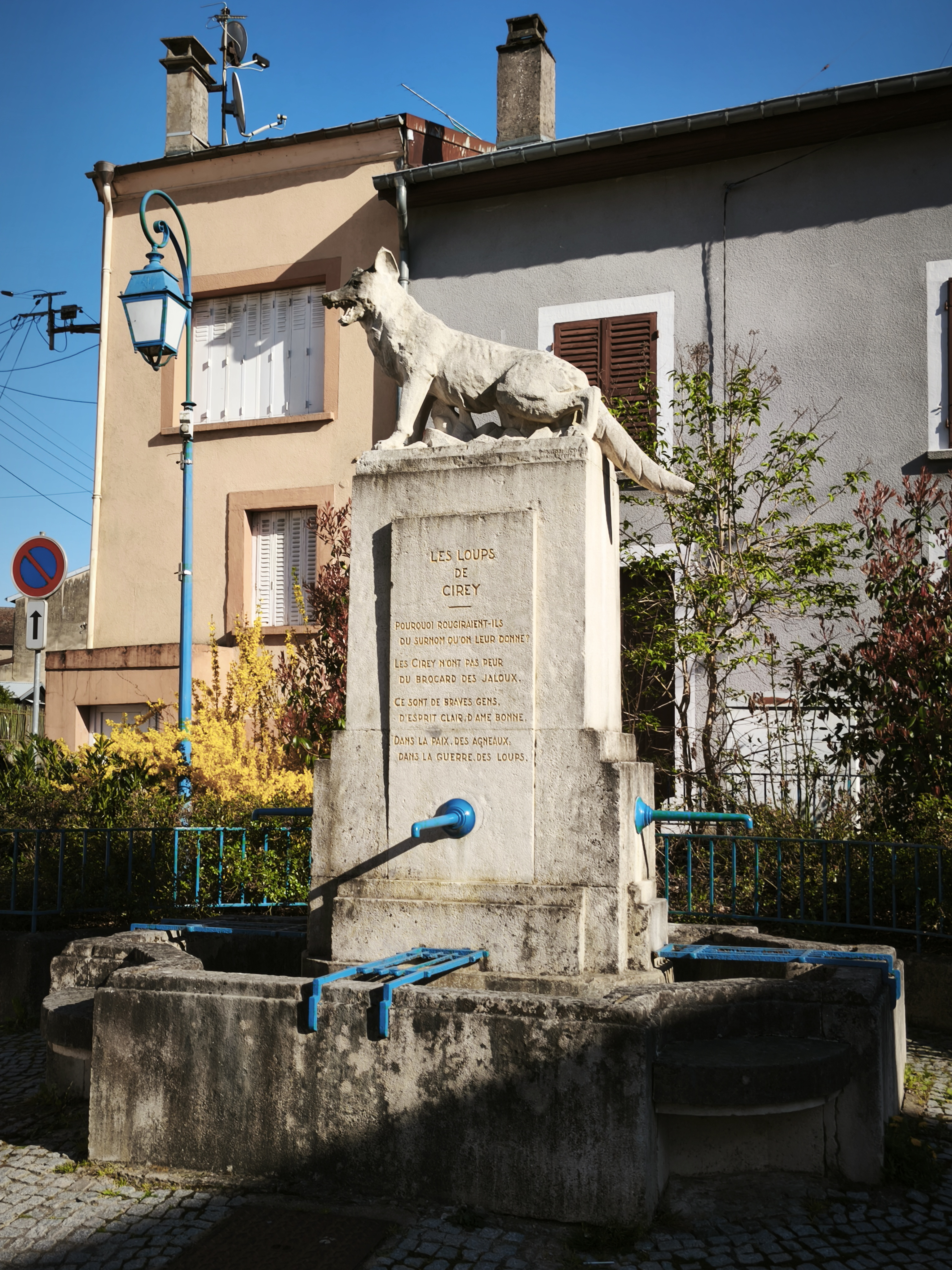
La fontaine du Loup et le poème gravé sous la sculpture

Pourquoi rougiraient-ils du surnom qu'on leur donne ?
Les Cirey n'ont pas peur du brocard des jaloux
Ce sont de braves gens, d'esprit clair, d'âme bonne.
Dans la paix des agneaux ; dans la guerre des loups.

#### Édifices religieux
- Église Saint-Denys 1839 néo-classique : peintures murales ; orgue 1883, boiserie néo-Renaissance.
- Vestiges de l'abbaye de Haute-Seille, ruines de la façade XIIe siècle de l'église, inscrits au titre des monuments historiques par arrêté du 19 janvier 1927[62].
- Chapelle de la maison de retraite, ancien couvent des sœurs de la Charité de Strasbourg.
- Chapelle Notre-Dame-de-Pitié, rue de la Chapelle.

### Personnalités liées à la commune
- Agnès de Langenstein, fondatrice de l'abbaye de Haute-Seille en 1140.
- Eugène Chevandier de Valdrome (1810-1878), homme politique, ministre de l'Intérieur.
- Paul Chevandier de Valdrome (1817-1877), peintre paysagiste néoclassique.
- Georges Mazerand (1876-1968), homme politique.
- Charles Plumet (1861-1928) architecte, décorateur.
- Charles Thomas (1913-1944), ancien officier de l'armée française et grand résistant des FFI interné au château de Cirey-sur-Vezouze et tué par les nazis.
- Jean-Louis Guébourg, géographe né à Cirey-sur-Vezouze en 1946.
- Raphaël Gérard (né en 1968 à Cirey-sur-Vezouze), homme politique, député.

### Héraldique
| Blason de Cirey-sur-Vezouze | Blason  | De gueules au dextrochère de carnation vêtu d'azur, mouvant d'un nuage d'argent, tenant une épée d'argent garnie d'or accostée de deux cailloux aussi d'or. |
| Blason de Cirey-sur-Vezouze | Détails | Reprise des armes de l'Éveché de Metz. Le statut officiel du blason reste à déterminer.                                                                     |

#### Blason populaire
Les habitants de Cirey sont surnommés les cireys, les sangliers et les loups. Le sens du premier sobriquet est moins évident qu'il n'y parait. Il s'agit d'un jeu de mots patois. En français contemporain, il faut comprendre : les cirés de Cirey. Les deux autres ont probablement un rapport avec la faune de l'important massif forestier proche de la commune ; ces blasons populaires sont très fréquents en zones sylvicoles.  On suppose que le dernier, les loups, est à l'origine de l'édification du monument la fontaine du loup ; le blason populaire étant beaucoup plus ancien que la sculpture.